# Pallacanestro Trieste 2004 2013-2014
Questa voce raccoglie le informazioni riguardanti la Pallacanestro Trieste nelle competizioni ufficiali della stagione 2013-2014.